# Begonia delicatula
Begonia delicatula là một loài thực vật có hoa trong họ Thu hải đường. Loài này được Parish ex C.B.Clarke mô tả khoa học đầu tiên năm 1879.